# Die weise Liccarda
Die weise Liccarda (neapolitanisches Original: Sapia Leccarda) ist eine Erzählung (AaTh 879). Sie steht in Giambattista Basiles Sammlung Pentameron als vierte Erzählung des dritten Tages (III,4).

## Inhalt
Ein Kaufmann gibt beim Abschied seinen Töchtern Ringe, die fleckig werden, falls sie ihm Schande machen. Die zwei älteren holen sich Prinzen von gegenüber, nur Liccarda, die Jüngste ist tugendhaft und schimpft. So bleibt nur Tore, der dritte Prinz allein, weil sie sich im Zimmer einschließt. Die Schwangeren stellen ihr die Falle, sie müsse ihnen um der Gesundheit der Kinder willen Brot, später noch Birnen vom Palast holen, wo er sie erwartet. Doch sie entwischt ihm, und er bleibt auf dem Birnbaum sitzen. Sie legt den Prinzen die Babys hin, nur Tore einen Stein. Der Vater schimpft, als er die Ringe sieht, da halten die Prinzen um seine Töchter an, und glücklich verheiratet er alle. Liccarda legt Tore eine Zuckerpuppe ins Bett, an der er seine Wut mit dem Messer auslässt und ihr Blut trinkt. Als er dann bereut, zeigt sie sich, und sie versöhnen sich.

## Bemerkungen
Abgewiesener Werber und Schwesternneid sind wie in II,3 Viola. Anders als in I,6 Die Aschenkatze hat Vatertreue das Nachsehen, doch die Kluge rettet ihr Leben. Laut Rudolf Schenda blieb das Märchen in Italien beliebt, mit 35 modernen Varianten bei Cirese/Serafini, einer mündlichen bei Fabio Mugnaini 1983/84, ferner Nr. 50 Mazzasprunìgliola – Mäusedornzweiglein in Schendas Märchen aus der Toskana (Die Märchen der Weltliteratur, 1996).
Die Handlung ähnelt König Eisenhütl, den die Brüder Grimm 1815 für ihre Märchen notierten, aber nie druckten. In Grimms Anmerkung zu Der Froschkönig oder der eiserne Heinrich kommt ein Tuch vor, das bei Untreue schwarz wird.